# La Grosse Valse
La Grosse Valse est une revue théâtrale française de Robert Dhéry, sur une musique de Gérard Calvi, créée en 1962, jouée par la troupe des Branquignols et Louis de Funès.

## Distribution originale
- Louis de Funès : le douanier Roussel
- Robert Dhéry : monsieur Darling
- Colette Brosset : Nicolas, le petit garçon
- Pierre Tornade : le chef-douanier
- Guy Grosso : le douanier Antoine
- Michel Modo : le douanier Pépito
- Jacques Legras : monsieur Wlaminsky, l'homme aux déguisements
- Liliane Montevecchi : Nana
- Robert Burnier : monsieur Berthozo